# Luehea steinbachii
Luehea steinbachii är en malvaväxtart som beskrevs av Karl Ewald Maximilian Burret. Luehea steinbachii ingår i släktet Luehea och familjen malvaväxter. Inga underarter finns listade i Catalogue of Life.